# Pernod (azienda)
La ditta Pernod è una distilleria francese. La società, ereditata dalla Maison Pernod Fils creata da Henri-Louis Pernod all'inizio del XIX secolo, ed acquisita nel 1975 dal gruppo Pernod Ricard.

## Storia
- Nel 1805, Henri-Louis Pernod fonda la Maison Pernod Fils a Pontarlier, nel dipartimento Doubs
- Nel 1871, Ariste Hemard fonda a Montreuil la distilleria Hémard
- Nel 1872, Jules-François Pernod fonda a Avignon la Società Pernod Père et Fils
- Nel 1926, vi è la fusione delle società di Pontarlier, Avignon, Montreuil, che nel 1928 diventano la ditta Pernod
- Nel 1938, Creano la marca Pernod 45
- Nel 1951, viene lanciata la marca 51
- Nel 1959, lo stabilimento Pernod prende il nome sociale Pernod
- Nel 1965, Pernod riacquista la distilleria di Suze
- Nel 1975, Jean Hémard (Presidente della Pernod) e Paul Ricard (Presidente della Ricard) creano il Gruppo Pernod Ricard

## Marche e prodotti
Anche se Pernod è diventato sinonimo di bevanda nei vari anni in Francia ed altrove, il gruppo si è differenziato dagli anni 70 distribuendo molti altri marchi di alcool e liquori lanciati o acquisiti da Pernod o dal 1975 dalla casa madre Pernod Ricard.

### Amari e aperitivi
- Pastis 51, chiamato semplicemente 51, il marchio principale del gruppo, chiamato anche in 51 Citron
- Pernod, aperitivo
- Pernod aux extraits d'absinthe, un liquore con assenzio romano, commercializzato nel 2005
- Suze
- Amer Cusenier
- Byrrh
- Cinzano
- Ambassadeur
- Vabé
- Bartissol
- Sandeman (Porto)

### Whiskys
- Aberlour
- Ballantine's
- Paddy
- Scapa

### Alcolici chiari
- Havana Club (rum invecchiato 7 anni)
- Zubrowka (vodka)
- Seagram's Gin
- Seagram's Vodka
- Olmeca (tequila)

### Liquori
- Soho
- Dita
- Gloss
- Shaaz
- Tia Maria (liquore al caffè)

### Champagne
- Martell (Cognac)
- Marquis de Montesquiou

### Vino
- Mumm (champagne, acquisito dal gruppo nel 2005)
- Jacob's Creek (vino australiano)
- Café de Paris